# 佐々木勇人
佐々木 勇人（ささき はやと、1982年11月29日 - ）は、宮城県塩竈市出身の元サッカー選手、サッカー指導者。ポジションはミッドフィールダー。

## 来歴
塩竈市の塩釜FCでジュニアユースの監督をしていた父親に育てられ、ジュニアからユースまで同クラブで育つ。ジュニア時代だった1993年には、カカを擁するサンパウロFC下部組織と試合をした経験を持つ。ユース時代に宮城県選抜に選ばれており、この県選抜時代にはのちにチームメイトとなる今野泰幸と共にプレーしている。
2001年に大阪学院大学へと進学する。同校の1年後輩に石櫃洋祐がおり、現在でも仲が良い。サッカーを始めた頃からプロ入りまでは、ずっとトップ下（いわゆる司令塔）のポジションを務めた。プロ入り前に故郷のベガルタ仙台に練習生として参加したが、契約には到らず。その後、同じ東北のライバルクラブであるモンテディオ山形へと入団した。本人はこの時の挫折をバネにしたことで、後に山形で活躍することができたと語っている。
2005年、J2の山形に入団。1シーズン目からレギュラーとして活躍。開幕戦から先発出場を果たし、初得点を挙げた。第7節には約60メートルのロングシュートを決めた。鈴木淳、樋口靖洋両監督に右サイドハーフとして起用され、3シーズンでJ2リーグ戦119試合に出場し、山形の攻撃陣の一角を担った。2007年11月7日の天皇杯4回戦でガンバ大阪と対戦。チームはPK戦で敗れたが、G大阪監督の西野朗にその活躍ぶりを見初められ、翌年のG大阪への移籍に繋がった。
2008年、山形からJ1のG大阪へ完全移籍。開幕戦はチーム事情から右サイドバックとして先発出場したものの、その後はしばらく出番に恵まれない時期が続いた。7月16日のFC東京戦では、後半開始から投入されたが機会を生かせず、後半35分に途中交代させられた。この日は悔しくて眠れなかったと語っている。結果的にはこの試合が転機となって、それ以降は自らの持ち味であるスピード感溢れるドリブルを前面に押し出すようになり、それが奏功して出場機会を増やしていった。初めてJ1の舞台で戦ったこの年はリーグ戦19試合に出場した。ACL2008準決勝浦和レッズ戦の2ndレグでは、1点ビハインドの後半に投入され、逆転勝ちに貢献した。アデレード・ユナイテッドとの決勝では、両レグに先発出場した。FIFAクラブワールドカップ準々決勝のアデレード・ユナイテッド戦にも先発出場したが、全治3週間の怪我を負い、19分間でピッチを退いた。
2009年は、第2節から主にスーパーサブとして活躍。第8節からは大胆なフォーメーション変更で控えとなった安田理大の代わりに中盤のスターティングメンバーで起用される機会が増え、結局リーグ戦30試合に出場して存在感を示した。翌2010年以降も、主にスーパーサブとしてチームに貢献した。
2013年、ベガルタ仙台へ完全移籍。2014年シーズン終了をもって契約満了により仙台を退団。
2015年に京都サンガF.C.へ移籍 したが、シーズンオフの11月に契約満了で退団した。2016年より栃木SCに完全移籍により加入した。
2016年シーズンをもって現役を引退し、2017年より仙台のスクールコーチに就任した。
2021年よりWEリーグに加盟したマイナビ仙台レディースのコーチに就任。

## プレースタイル
50メートルを5秒9で走るスピードを持ち、主として右サイドでプレーする攻撃的ミッドフィールダー。

## 所属クラブ
- 塩釜FCジュニア[1]
- 1995年 - 1997年 塩釜FCジュニアユース[1]
- 1998年 - 2000年 塩釜FCユース[1]（宮城県塩釜高等学校）
- 2001年 - 2004年 大阪学院大学[1]

プロ経歴
- 2005年 - 2007年 モンテディオ山形
- 2008年 - 2012年 ガンバ大阪
- 2013年 - 2014年 ベガルタ仙台
- 2015年 京都サンガF.C.
- 2016年 栃木SC

## 個人成績
| 国内大会個人成績 | 国内大会個人成績 | 国内大会個人成績 | 国内大会個人成績 | 国内大会個人成績 | 国内大会個人成績 | 国内大会個人成績 | 国内大会個人成績 | 国内大会個人成績 | 国内大会個人成績 | 国内大会個人成績 | 国内大会個人成績 |
| 年度             | クラブ           | 背番号           | リーグ           | リーグ戦         | リーグ戦         | リーグ杯         | リーグ杯         | オープン杯       | オープン杯       | 期間通算         | 期間通算         |
| 年度             | クラブ           | 背番号           | リーグ           | 出場             | 得点             | 出場             | 得点             | 出場             | 得点             | 出場             | 得点             |
| 日本             | 日本             | 日本             | 日本             | リーグ戦         | リーグ戦         | リーグ杯         | リーグ杯         | 天皇杯           | 天皇杯           | 期間通算         | 期間通算         |
| ---------------- | ---------------- | ---------------- | ---------------- | ---------------- | ---------------- | ---------------- | ---------------- | ---------------- | ---------------- | ---------------- | ---------------- |
| 2005             | 山形             | 26               | J2               | 41               | 4                | -                | -                | 1                | 0                | 42               | 4                |
| 2006             | 山形             | 6                | J2               | 43               | 4                | -                | -                | 2                | 0                | 45               | 4                |
| 2007             | 山形             | 6                | J2               | 35               | 2                | -                | -                | 2                | 0                | 37               | 2                |
| 2008             | G大阪            | 16               | J1               | 19               | 1                | 1                | 0                | 2                | 2                | 22               | 3                |
| 2009             | G大阪            | 16               | J1               | 30               | 3                | 2                | 0                | 5                | 1                | 37               | 4                |
| 2010             | G大阪            | 8                | J1               | 26               | 3                | 2                | 0                | 5                | 2                | 33               | 5                |
| 2011             | G大阪            | 8                | J1               | 21               | 1                | 2                | 1                | 1                | 1                | 24               | 3                |
| 2012             | G大阪            | 8                | J1               | 15               | 0                | 2                | 0                | 5                | 0                | 22               | 0                |
| 2013             | 仙台             | 14               | J1               | 22               | 0                | 1                | 0                | 4                | 1                | 27               | 1                |
| 2014             | 仙台             | 14               | J1               | 10               | 0                | 4                | 0                | 1                | 0                | 15               | 0                |
| 2015             | 京都             | 32               | J2               | 20               | 1                | -                | -                | 2                | 1                | 22               | 2                |
| 2016             | 栃木             | 41               | J3               | 19               | 0                | -                | -                | -                | -                | 19               | 0                |
| 通算             | 日本             | 日本             | J1               | 143              | 8                | 14               | 1                | 23               | 7                | 180              | 16               |
| 通算             | 日本             | 日本             | J2               | 139              | 11               | -                | -                | 7                | 1                | 146              | 12               |
| 通算             | 日本             | 日本             | J3               | 19               | 0                | -                | -                | -                | -                | 19               | 0                |
| 総通算           | 総通算           | 総通算           | 総通算           | 301              | 19               | 14               | 1                | 30               | 8                | 345              | 28               |

その他の公式戦
- 2009年
  - スーパーカップ 1試合0得点
- 2016年
  - J2・J3入れ替え戦 1試合0得点

| 国際大会個人成績 | 国際大会個人成績 | 国際大会個人成績 | 国際大会個人成績 | 国際大会個人成績 | FIFA      | FIFA      |
| 年度             | クラブ           | 背番号           | 出場             | 得点             | 出場      | 得点      |
| AFC              | AFC              | AFC              | ACL              | ACL              | クラブW杯 | クラブW杯 |
| ---------------- | ---------------- | ---------------- | ---------------- | ---------------- | --------- | --------- |
| 2008             | G大阪            | 16               | 6                | 0                | 1         | 0         |
| 2009             | G大阪            | 16               | 5                | 2                | -         | -         |
| 2010             | G大阪            | 8                | 6                | 0                | -         | -         |
| 2011             | G大阪            | 8                | 6                | 0                | -         | -         |
| 2012             | G大阪            | 8                | 4                | 0                | -         | -         |
| 2013             | 仙台             | 14               | 4                | 0                | -         | -         |
| 通算             | AFC              | AFC              | 31               | 2                | 1         | 0         |

その他の国際公式戦
- 2008年
  - パンパシフィックチャンピオンシップ 2試合0得点
  - スルガ銀行チャンピオンシップ 1試合0得点

出場歴
- Jリーグ初出場・初得点 - 2005年3月5日 J2第1節 vsザスパ草津（群馬県立敷島公園サッカー・ラグビー場）

## タイトル

### クラブ
ガンバ大阪
- 天皇杯：2回 (2008年、2009年)
- AFCチャンピオンズリーグ：1回 (2008年)
- パンパシフィックチャンピオンシップ：1回 (2008年)

## 指導歴
- 2017年 ベガルタ仙台 スクールコーチ
- 2018年 ベガルタ仙台 スクールコーチ 兼 アカデミースカウト
- 2019年 ベガルタ仙台 アカデミースカウト
- 2020年 ベガルタ仙台 アカデミースカウト 兼 スクールコーチ
- 2021年 - マイナビ仙台レディース コーチ